# RBC THE NEWS
『RBC THE NEWS』（アールビーシー・ザ・ニュース）は、2008年3月31日から2021年3月26日まで琉球放送（RBCテレビ）で夕方に放送されていたローカルニュース番組である。

## 概要
「見て、聞いて、わかりやすい。」をテーマに、沖縄県内のその日のニュースや近々の問題点を記者・アナウンサーや専門家の解説を交えて分析していた。また前番組の『RBC NEWS ライブi』と同様に、視聴者参加番組の体裁も採り入れていた。
2009年3月30日よりTBSでの夕方枠の名称が『総力報道!THE NEWS』となり、この改編で『総力報道!THE NEWS』に内包される形に変更され、同じ番組名を使用することになったが、TBSの『THE NEWS』のロゴを使用せずに、番組開始時からのロゴを引き続き使用していた。
テロップフォーマットについても、『総力報道!』開始時にTBSがJNN統一フォーマットを改訂したが、RBCおよび同番組はそれとは一線を画し、同番組のオリジナルフォーマットをRBCニュースの共通フォーマットとして使用し続けた。ただし、ネットワークニュースへ出中する場合に限り、JNN統一フォーマットを使用した。
「ローカルニュースの名前が、全国ニュースと同じ名前になった」という傾向は、2005年4月に始まった『総力報道!』の前番組である『JNNイブニング・ニュース』が同じ系列局である山陽放送が長年放送している『イブニングニュース』と重複したという例がある。
また、定時ニュース枠の『THE NEWS』ブランドの創設により、RBC以外の各局でも『総力報道!（局名）THE NEWS』（あるいはRBCのように単に「THE NEWS（局名）」）のタイトルをつけたローカルニュース枠が設けられる事例が増えている（北海道放送、東北放送、テレビユー山形、テレビユー福島、信越放送、北陸放送、あいテレビ、大分放送、宮崎放送の各局。熊本放送は類似題の『総力報道!NEWS LIVE くまもと』。これら系列局の題名については詳細項を参照のこと）。
2010年3月29日に『Nスタ』がスタートしても、本番組は変更や終了をせずに放送を継続。それから11年後となる2021年3月26日に放送を終了した。後番組は『RBC NEWS Link』。なお、テロップフォーマットについては、『Nスタ』の開始に合わせて再度改訂されたJNN統一フォーマットに合わせる形へと変更されている。
毎月最終月曜日の19:00 - 19:55には、「RBC THE NEWSスペシャル ◯月号」と題した特集を放送していた。

## 放送日時
- 平日 18:16 - 18:48 （2008.3.31 - 2009.3.27、『JNNイブニング・ニュース』からステーションブレイク無しで送る）
- 平日 18:05 - 18:45 （2009.3.30 - 2009.9.25、『総力報道!THE NEWS』に内包）
- 平日 18:00 - 18:40 （2009.9.28 - 2010.3.26、独立番組、『イブニングワイド THE NEWS』から接続）
- 平日 18:15 - 18:55 （2010.3.29 - 2021.3.26）
  - なお、この番組は『リピート RBC THE NEWS』と題して再放送されている。平日深夜2時台を中心に放送（時間は前番組の終了時間による）。
  - また、タイトルロゴ・テーマ曲については放送開始当時から使われているRBC独自のものを継続して採用。

## タイムテーブル
2014年4月時点。
| 時刻     | 内容                     | 備考                                                                               |
| -------- | ------------------------ | ---------------------------------------------------------------------------------- |
| 18:15.00 | オープニング             | Nスタからステブレレスで接続                                                        |
|          | 沖縄県内ローカルニュース |                                                                                    |
|          | 特集                     |                                                                                    |
| 18:31頃  | スポーツ                 | 前半は県内のスポーツニュース、後半は全国のスポーツニュース（TBS NEWSの映像を流用） |
| 18:45頃  | 天気予報                 |                                                                                    |
| 18:50頃  | ニュース・エンディング   |                                                                                    |
| 18:53.00 | 放送終了                 |                                                                                    |

## 番組終了時の出演者

### メインキャスター

#### 月曜 - 水曜担当
- 與那嶺啓（『沖縄BON!!』から異動）
- 金城有佳

#### 木曜 - 金曜担当
- 比嘉俊次
- 仲田紀久子

### スポーツコーナー担当
- 片野達朗
- 鎌田宏夢
- 下地麗子

### 天気予報担当
- 田地香織（ウェザーマップ所属の気象予報士）

## 途中降板した出演者

### メインキャスター
- 照屋信之
- 島袋彩子

### スポーツキャスター
- 吉田鉄太郎
- 宮城杏里

### 天気予報担当
- 崎濱綾子（ウェザーマップ所属の気象予報士）